# Safari (spletni brskalnik)
Safari je spletni brskalnik, ki ga je razvilo podjetje Apple. Prvo beta izdajo 7. januarja 2003 je poganjal Applov operacijski sistem Mac OS. Od takrat je to privzeti brskalnik na njem. 11. junija 2007 je bila izdana še različica za Microsoft Windows. Brskalnik je nameščen tudi na iPhoneu in iPod Touchu.